# 李奕疇
李奕畴（1754年—1844年），字书年，河南夏邑人。清朝政治人物。

## 生平
乾隆四十五年（1780年）庚子恩科进士，选庶吉士，散馆授检讨。大考成绩不佳，改礼部主事，出典贵州乡试，升郎中。五十七年，出为山西宁武府知府，调平阳府，颇有政绩。历官江苏粮道、山东按察使。嘉庆十一年（1806年），因巡抚保荐属吏违例牵连，左迁江南河库道。
嘉庆十三年（1808年），迁安徽按察使，对冤狱多有平反，升布政使。嘉庆十八年（1813年），擢升浙江巡抚。不久，授漕运总督，在任五年，未有失误。李奕畴对下属宽厚，结果因下属牵连，降四级，又降主事。嘉庆二十五年（1820年），宣宗即位，命奕畴以尚书頭銜守护昌陵。道光二年（1822年），以原品休致。道光十九年（1839年），中举已六十年，重赴鹿鸣宴，加太子少保。次年，重逢庚子恩科會試，子李铭皖又登第，父子同列恩荣宴，人称盛事。道光二十四年（1844年）卒，享壽九十一岁。《清史稿》有傳。

## 延伸阅读
[在维基数据编辑]
 《清史稿·卷359》，出自趙爾巽《清史稿》

## 外部連結
- 李奕畴 （页面存档备份，存于） 中研院史語所